# Psamético II
Psamético II (em grego: Ψαμμήτιχος; romaniz.: Psammétichos; em egípcio: Psamtik) foi um faraó da XXVI dinastia do Antigo Egito, que reinando de 595 a 589 a.C.. Era filho de seu antecessor, Necao II (r. 610–595 a.C.). Pouco se sabe sobre seu reinado. Em 592 a.C., fez uma excursão na Núbia que alcançou a terceira catarata do rio Nilo, como atestado num grafite em grego encontrado na perna esquerda duma estátua colossal de Ramessés II em Abul-Simbel. Em 591 a.C., invadiu o sul da Palestina em apoio ao rei de Judá Zedequias, que atuava como títere do Império Neobabilônico em Jerusalém, que encarou uma revolta entre os judeus. Em fevereiro de 589 a.C., foi sucedido por seu filho Apriés (r. 589–570 a.C.).